# Leonów (województwo lubelskie)
Leonów – wieś w Polsce położona w województwie lubelskim, w powiecie chełmskim, w gminie Rejowiec.
W latach 1975–1998 miejscowość administracyjnie należała do województwa chełmskiego. Od 1 stycznia 2006 wchodzi w skład powiatu chełmskiego (przedtem krasnostawskiego). 
Wieś jest sołectwem w gminie Rejowiec. Według Narodowego Spisu Powszechnego (III 2011 r.) liczyła 251 mieszkańców i była siódmą co do wielkości miejscowością gminy Rejowiec.
Wierni Kościoła rzymskokatolickiego należą do parafii Chrystusa Pana Zbawiciela w Podgórzu.

## Historia
Według Słownika geograficznego Królestwa Polskiego z roku 1884 – Leonów (Majdan) wieś w powiecie chełmskim gminie Staw parafii Chełm. W 1853 r. dziedzicem dóbr Nowosiółki – w skład których wchodził Leonów i Niemirów – był Niemirowski. Wówczas to dobra składały się z folwarku i wsi zarobnej Niemirów, tudzież folwarków: Henrysin, Tytusin i Jankowice.